# 天主教伊利甘教区
天主教伊利甘教區（拉丁語：Dioecesis Iliganensis）是菲律賓一個羅馬天主教教區，屬奥三棉示总教区。
教區包括伊利甘廿六個堂區及北拉瑙省十二個市。2006年有教友1,049,000人、25個堂區、49名司鐸。現任教區主教為若瑟·R·雷帕達斯三世。
1971年2月17日設自治監督區，1982年11月15日升為教區。